# Centro de Investigaciones sobre Desertificación
El Centro de Investigaciones sobre Desertificación (CIDE) es un centro mixto de investigación del Consejo Superior de Investigaciones Científicas (CSIC), Universidad de Valencia y la Generalidad Valenciana, dedicado al estudio de las causas, factores y procesos de desertificación y su impacto sobre los ecosistemas, principalmente, mediterráneos.
El CIDE es un centro pionero en Europa y uno de los escasos institutos dedicados al estudio de la desertificación y de los procesos de degradación del suelo, agua y de los ecosistemas.

Ha alcanzado también reconocimiento y visibilidad en ecología vegetal, procesos evolutivos, dinámica de ecosistemas mediterráneos, restauración de ecosistemas, salud ambiental, incendios forestales y procesos de contaminación, así como en la adaptación genética de especies vegetales, la aplicación de la forensía medioambiental o los contaminantes emergentes.

## Historia
El origen del Centro de Investigaciones sobre Desertificación (CIDE) se enmarca en el convenio de cooperación suscrito el 21 de abril de 1995 entre el Consejo Superior de Investigaciones Científicas, la Universidad de Valencia y la Generalidad Valenciana con la naturaleza y el carácter de centro mixto.
Los objetivos científicos del centro apuestan por profundizar en el estudio de la dinámica de los ecosistemas y los procesos de degradación, tanto desde un enfoque básico como aplicado, a diferentes escalas.

## Departamentos
Inicialmente organizado en tres departamentos, durante 2018 se produjo la reorganización de los mismos, pasando de tres a dos:
- Departamento de Calidad Ambiental y Suelos
- Departamento de Ecología

Posee instalaciones instrumentales (analíticas, de campo e invernaderos), además de dos estaciones experimentales de campo para apoyar las necesidades de los diferentes grupos de investigación. El centro cuenta además con datos históricos sobre suelos y una gran calidad en su cartografía, así como en cartografías integradas que incluyen información sobre los mismos.